# 精子清洗
精子清洗（英語：sperm washing）是指 將精子從精液中抽取出來。這是人工授精、體外人工受精涉及到的基本步驟，主要原因為：
1. 不孕
2. 減低艾滋病由父親傳給下一代的風險[1]